# 土城線
土城線為台北捷運營運中的路線，屬於高運量系統，全線皆為地下路線。路線自板橋府中站往西南沿南雅南路、金城路、中央路3段與承天路交叉口至土城永寧站後，順著中央路至頂埔站止，全長7.5公里。土城線屬於板南線，與板橋線、南港線直通營運，共設5站（亞東醫院、海山、土城、永寧、頂埔）。

## 歷史
- 1999年7月：板橋線第二階段及土城線「新埔－永寧」動工。
- 2006年5月27日：「板橋－土城」段開放試乘（9:00～11:00）。
- 2006年5月31日：「府中－永寧」段正式啟用通車（直通板橋線、南港線）。
- 2008年11月30日：土城線延伸到頂埔段動工。
- 2014年12月：土城線「永寧－頂埔」段完工。
- 2015年4月18日：土城線「永寧－頂埔站」段進行穩定性測試，原永寧始發與作為終點的列車，實際上改為頂埔始發與作為終點，永寧站二月台到站後清車開往頂埔，頂埔站不提供載客服務。
- 2015年6月6日：台北市政府辦理頂埔站初勘作業。
- 2015年6月23日：交通部辦理頂埔站履勘作業。

- 2015年7月6日：土城線「永寧－頂埔」段正式通車啟用。 [2]

## 營運時間與班距
- 營運時間：05:50～01:11
- 平均班距：
  - 平常日（週一至週五）
    - 尖峰時段（07:00～09:00，17:00～19:30）：約6分鐘，重疊區間[註 1]約3分鐘。
    - 離峰時段 ：約8～10分鐘，重疊區間約4～5分鐘。
    - 23:00以後：約8～12分鐘（僅行駛全程車）。

  - 例假日（週六、週日及國定假日）
    - 06:00～09:00：約8～10分鐘（僅行駛全程車）。
    - 09:00～23:00：約8～10分鐘，重疊區間約4～5分鐘。
    - 23:00以後：約12分鐘，（僅行駛全程車)。[3]

## 車站
| 車站編號       | 車站名稱 | 車站名稱 | 交會路線 | 站體型式 | 所在地   | 所在地                             |
| 車站編號       | 中文     | 英文     | 交會路線 | 站體型式 | 所在地   | 所在地                             |
| -------------- | -------- | -------- | -------- | -------- | -------- | ---------------------------------- |
| 土城線         |          |          |          |          |          |                                    |
| （上接板橋線） |          |          |          |          |          |                                    |
| BL05           | 亞東醫院 |          |          | 地下     | 新 北 市 | 板橋區                             |
| BL04           | 海山     |          | 土城區   | 地下     | 新 北 市 |                                    |
| BL03           | 土城     |          | 土城區   | 地下     | 新 北 市 | 萬大-中和-樹林線                   |
| BL02           | 永寧     |          | 土城區   | 地下     | 新 北 市 | 萬大-中和-樹林線：埤塘（站外轉乘） |
| BL01           | 頂埔     |          | 土城區   | 地下     | 新 北 市 | 三鶯線                             |

## 紀念章
路線戳章
於車站戳章推出前，僅有路線紀念戳章，分別為：
- 土城線：土城桐花公園、承天禪寺。

車站戳章
本線於2015年2月開始採用「車站專屬紀念章戳」，各站的紀念章如下：
- 亞東醫院站：

以位於本站旁的亞東醫院、本站出口和湳仔溝自行車道為主題。
- 海山站：

以本站公共藝術作品「牧場」和公館溝觀光步道為主題。
- 土城站：

以土城國小和土城市民農園為主題。
- 永寧站：

以承天禪寺和土城桐花公園為主題。
- 頂埔站：

以頂埔高科技園區和永福岩祖師廟為主題。

## 外部連結
- 臺北大眾捷運股份有限公司（繁體中文）（页面存档备份，存于）